# حديدة (يريم)

تعديل مصدري - تعديل

حديدة هي إحدى قرى عزلة بني مسلم بمديرية يريم التابعة لمحافظة إب، بلغ تعداد سكانها 52 نسمة حسب تعداد اليمن لعام 2004.